# 植村恵
植村 恵（うえむら めぐみ、1970年3月30日 - ）は、香川県出身の男性俳優。身長174cm。体重64kg。リガメント所属。吉本総合芸能学院（NSC）9期生。1998年に劇団「ONSENとらぼるた」を設立。

## 経歴
NSCに入学し、サドルマンとコンビ「フィフティフィフティ」を組むも授業料が払えず3ヶ月で中退。なんばグランド花月や劇団往来などで大道具係として働く。役者を志し上京後も副業としている。

## 出演

### 映画
- なにわ忠臣蔵（1997年）
- アオグラ AOGRA（2006年）

### テレビドラマ
- 企業病棟（1994年）
- 雲の上の青い空（1997年）
- お局探偵亜木子&みどりの旅情事件帳2（1998年）
- 警視庁鑑識班15 幼児誘拐が暴く女の悲しい嘘（2002年）
- 相棒 Season 2 第15話「雪原の殺意」（2004年） - 道南警察遺留品受付係 役
- 相棒 Season 11 第11話「アリス」（2013年）

- ワンダフルライフ 第11話（最終回）「奇跡を呼ぶ男」（2004年）
- 最後の忠臣蔵 第1話（2004年） - 堀部安兵衛 役
- 夜盗（2005年）
- アンフェアスペシャル コード・ブレーキング ― 暗号解読警察OB連続殺人のナゾ! ついに父の死の真相が明らかに!（2006年）
- 『東大落城』安田講堂36時間の攻防戦…40年の真相SP（2009年） - 教師 役
- 歌のおにいさん（2009年） - スタッフ 役 ※レギュラー
- 警視庁南平班〜七人の刑事〜1 伝説が今蘇る!! 東京・埼玉・栃木3県同時爆殺事件の謎!? 全ての始まりは2年前… 悲恋の炎に燃え上がる死体の隠された驚愕の真実とは!?（2009年） - 目撃者 役
- 東京リトル・ラブ ファースト・サードシーズン 第1話（2010年） - 警察官 役
- ジョーカー 許されざる捜査官 第4話「無差別殺人に隠されたナゾ」（2010年）
- 嬢王3 〜Special Edition〜（2010年）
- 坂の上の雲 第2部 第7話「子規、逝く」（2010年）
- JIN-仁- 完結編 第1話「時空を超えた愛と命の物語〜完結編始動!! 歴史の針が今、再び動き出す…人は人でしか救えない」（2011年）
- 陽はまた昇る（2011年） - 教官 役 ※レギュラー
- 11人もいる!（2011年）
- 専業主婦探偵〜私はシャドウ 第5話「夫の携帯は地獄の入口」（2011年）
- 梅ちゃん先生（2012年）
- ニッポン事件簿〜犯人はなぜ逃げるのか〜（2012年） - 中島 役
- 龍馬伝（2012年） - 澤宣嘉 役
  - 第18話「海軍を作ろう!」
  - 第19話「攘夷決行」
  - 第21話「故郷の友よ」
- 市長はムコ殿 第6話「経験のススメ」（2012年）
- 平清盛 第25話「見果てぬ夢」（2012年）
- 警視庁継続捜査班 第8話（最終回）「未解決殺人〜狙われた女刑事!!」（2012年） - 刑事 役
- ラストホープ 第5話「お腹の赤ちゃんを助けて 〜瀕死の母の願いを先端医療で救え!!」（2013年） - 医師 役
- ウルトラマンギンガ 第11話（最終回）「きみの未来」（2013年） - 降星小学校卒業生 役
- ウルトラマンジード 第9話「誓いの剣」（2017年） - 鳥羽ダンジ 役

### Vシネマ
- 監禁逃亡（1992年）
- 新・男樹（2000年） - 神戸 役
- BAD COMPANY

### 舞台
- ひかりごけ、カッコーの巣の上で
- ひまわり

### CM
- イチロニッサン
- au
- KDDI・ファミリートーク
- JR東日本
- 太陽光発電
- 天藤製薬・ボラギノール
- 丸亀製麺
- 山田養蜂場
- 郵便貯金

### ラジオ
- トヨタプレゼンツ 秋元康のドラマティックドライブ〜いつも誰かと〜

### テレビバラエティ
- なるみ・岡村の過ぎるTV（2021年4月5日）